# Record du Maroc de natation dames du 200 mètres brasse
Cet article présente l'évolution du record du Maroc de natation dames du 200 mètres brasse.

## Bassin de 50 mètres
| Temps         | Athlète       | Naissance | Âge | Club         | Compétition                | Lieu        | Date            |
| ------------- | ------------- | --------- | --- | ------------ | -------------------------- | ----------- | --------------- |
| 2 min 33 s 61 | Sara El Bekri | 1987      | 21  | RCA Natation | Championnats du Maroc (f)  | Casablanca  | 24 juillet 2008 |
| -----         |               |           |     |              |                            |             |                 |
| 2 min 30 s 04 | Sara El Bekri | 1987      | 21  | RCA Natation | Jeux olympiques            | Pékin       | 13 août 2008    |
| -----         |               |           |     |              |                            |             |                 |
| 2 min 26 s 65 | Sara El Bekri | 1987      | 22  | RCA Natation | Championnats de France     | Montpellier | 24 avril 2009   |
| 2 min 26 s 16 | Sara El Bekri | 1987      | 24  | RCA Natation | Championnats de France (f) | Strasbourg  | 26 mars 2011    |
| 2 min 26 s 05 | Sara El Bekri | 1987      | 24  | RCA Natation | Jeux olympiques (s)        | Londres     | 1er août 2012   |
| 2 min 25 s 86 | Sara El Bekri | 1987      | 24  | RCA Natation | Jeux olympiques (d)        | Londres     | 1er août 2012   |

## Bassin de 25 mètres
| Temps         | Athlète       | Naissance | Âge | Club         | Compétition                | Lieu     | Date            |
| ------------- | ------------- | --------- | --- | ------------ | -------------------------- | -------- | --------------- |
| 2 min 28 s 44 | Sara El Bekri | 1987      | 20  | RCA Natation | Championnats de France     | Nîmes    | 8 décembre 2007 |
| 2 min 27 s 23 | Sara El Bekri | 1987      | 23  | RCA Natation | Championnats de France (s) | Chartres | 4 décembre 2010 |
| 2 min 26 s 73 | Sara El Bekri | 1987      | 23  | RCA Natation | Championnats de France (f) | Chartres | 4 décembre 2010 |
| 2 min 23 s 54 | Sara El Bekri | 1987      | 24  | RCA Natation | Championnats de France (s) | Angers   | 3 décembre 2011 |